# Ribola
Ribola d.o.o. je hrvatski trgovački lanac osnovan 1992. sa sjedištem u Kaštel Kambelovcu, gdje je otvorena i prva trgovina mješovitom robom, s osnovnom djelatnošću trgovine na malo u nespecijaliziranim trgovinama pretežno hranom, pićima i duhanskim proizvodima. Do 2005. razvila se u malu obiteljsku tvrtku s ukupno devet prodavaonica i 40 zaposlenih, a  2005. godine Nird d.o.o. postaje njen 100%-tni vlasnik i od tada lanac trgovina Ribola bilježi kontinuiran tržišni rast te širenje na području srednje Dalmacije, slijedom čega je dva puta proglašen i gazelom hrvatskog gospodarstva.
Ribola s danas nalazi među 20 najvećih hrvatskih trgovaca robom široke potrošnje, a članica je i grupacije Ultragros, udruženja hrvatskih trgovačkih kuća. Uz otvaranje novih prodavaonica, 2012. godine Ribola preuzima trgovine Dinove – Dione u Dalmaciji i time je prerasla u tvrtku srednje veličine s ukupno 500 zaposlenih.